# Liam Foudy
Liam Foudy (Toronto, Ontario, 4 de febrero de 2000) es un jugador profesional canadiense de hockey sobre hielo que se desempeña en la posición de centro en Nashville Predators, equipo de la National Hockey League (NHL).

## Carrera
Fue seleccionado en la primera ronda en la NHL Entry Draft de 2018. En 2019 hizo su debut profesional con el equipo Columbus Blue Jackets, en el cual jugó cinco temporadas (2019-2023), después pasó a Nashville Predators, donde lleva jugando una temporada.